# Зерщиков, Василий Андреевич
Василий Андреевич Зерщиков (1914-1984) — старшина Рабоче-Крестьянской Красной армии, участник Великой Отечественной войны, полный кавалер ордена Славы.

## Биография
Василий Андреевич Зерщиков родился 8 сентября 1914 года на хуторе Орешкин (ныне — Клетский район Волгоградской области). После окончания школы и Сталинградского педагогического училища работал учителем начальных классов в Евстратовской хуторской семилетней школе в Клетском районе Сталинградской области. В 1942 году Зерщиков был призван на службу в Рабоче-Крестьянскую Красную Армию и направлен на фронт Великой Отечественной войны. Участвовал в Сталинградской битве, битве за Днепр, освобождении Украинской и Молдавской ССР, Венгрии и Австрии. Воевал командиром орудия 4-й батареи 46-го гвардейского артиллерийского полка 20-й гвардейской стрелковой дивизии 6-го гвардейского стрелкового корпуса 57-й армии.
Неоднократно отличался в боях. Так, 2 февраля 1944 года в районе села Каменка Софиевского района Днепропетровской области Украинской ССР расчёт Зерщикова, поддерживая наступление стрелков, уничтожил 3 огневые точки и до 15 вражеских солдат. 22 февраля 1944 года на подступах к Кривому Рогу артиллеристы уничтожили 2 пулемёта и более 10 немецких военнослужащих. За это 6 марта 1944 года Зерщиков был удостоен ордена Славы 3-й степени.
23 августа 1944 года в районе села Дезгинжа Молдавской ССР расчёт Зерщикова наткнулся на колонну вражеских войск и, развернув орудие, открыл по ней огонь, уничтожив 2 повозки с грузами и более 10 румынских солдат. 26 августа 1944 года артиллеристы уничтожили 18 солдат и офицеров противника, пытавшихся прорваться из окружения. В разгар того боя, когда румынская пехота вплотную подошла к огневым позициям, артиллеристы сражались стрелковым оружием, причём сам Зерщиков уничтожил 4 солдат и 2 офицеров. За это он был награждён орденом Славы 2-й степени.
1 декабря 1944 года в районе населённого пункта Кёваго-Тёттеш в Венгрии Зерщиков со своими бойцами, ведя огонь прямой наводкой, уничтожил 2 станковых пулемёта, мешавших продвижению вперёд основных сил. За это Указом Президиума Верховного Совета СССР он был удостоен ордена Славы 1-й степени.
После окончания войны Зерщиков в звании старшины был демобилизован. Вернувшись на хутор Евстратов Клетского района Сталинградской (Волгоградской) области, работал учителем в местной школе. С 1979 года проживал в городе Суровикино Волгоградской области. Умер 13 апреля 1984 года, похоронен в Суровикино.

## Награды
- Орден Славы 1-й степени (24.03.1945);
- Орден Славы 2-й степени (31.10.1944);
- Орден Славы 3-й степени (06.03.1944);
- Медали.